# Formica balcanica
Formica balcanica är en myrart som beskrevs av Pyotr N.Petrov och Cedric A. Collingwood 1993. Formica balcanica ingår i släktet Formica och familjen myror. Inga underarter finns listade i Catalogue of Life.